# Kuželovník
Kuželovník (Sonneratia) je rod rostlin z čeledi kyprejovité. Jsou to stromy s tuhými jednoduchými vstřícnými listy a květy s množstvím nápadných tyčinek. Rostou jako součást mangrovových porostů na mořských pobřežích Starého světa. V okolí kmene se vytvářejí nápadné dýchací kořeny, které daly tomuto stromu i české jméno. V minulosti byl tento rod řazen do samostatné čeledi Sonneratiaceae. Využití kuželovníku je pouze lokální.

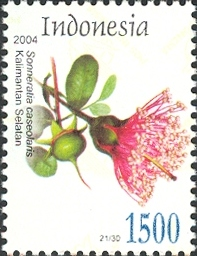
Kuželovník S. caseolaris na poštovní známce

## Popis
Kuželovníky jsou stálezelené stromy s rovným nebo poléhavým kmenem bez kořenových náběhů. Dorůstají výšky až 20 metrů. V okolí stromu se vytvářejí dýchací kořeny (pneumatofory), vyrůstající z dlouhých a mělce uložených kořenů. Rostliny jsou lysé, bez ochlupení. Borka je hladká, šedozelená až tmavě hnědošedá, ve stáří šupinovitá nebo mělce rozpukaná. Mladé větévky jsou čtyřhranné, v místě uzliny zřetelně článkované. Listy jsou jednoduché, vstřícné, tuhé a kožovité, celistvé a celokrajné. Na vrcholu čepele je často vyvinuta kapací špička. Květy jsou pravidelné, oboupohlavné, po 1 až 3 na koncích větví. Otevírají se na noc. Květní trubka je mělce zvonkovitá, za plodu vytrvávající. Kalich je 4 až 8 četný, tuhý, kožovitý, na rubu zelený nebo červený. Korunní lístky jsou bílé nebo červené, brzy opadavé, velmi úzké, někdy i zakrnělé nebo zcela chybějí. Tyčinek je mnoho, s nápadnými bílými nebo červenými nitkami. Tyčinky brzy opadávají. Semeník je svrchní nebo polospodní, srostlý z 10 až 20 plodolistů. Plodem je velká, zploštěle kulovitá, kožovitá, nepukavá bobule, zakončená vytrvalou bází čnělky a částečně obklopená nebo jen podepřená vytrvalým kalichem. Obsahuje mnoho semen obklopených páchnoucí dužninou. Semena jsou srpovitá nebo nepravidelně hranatá, s tlustým a poněkud korkovitým osemením.

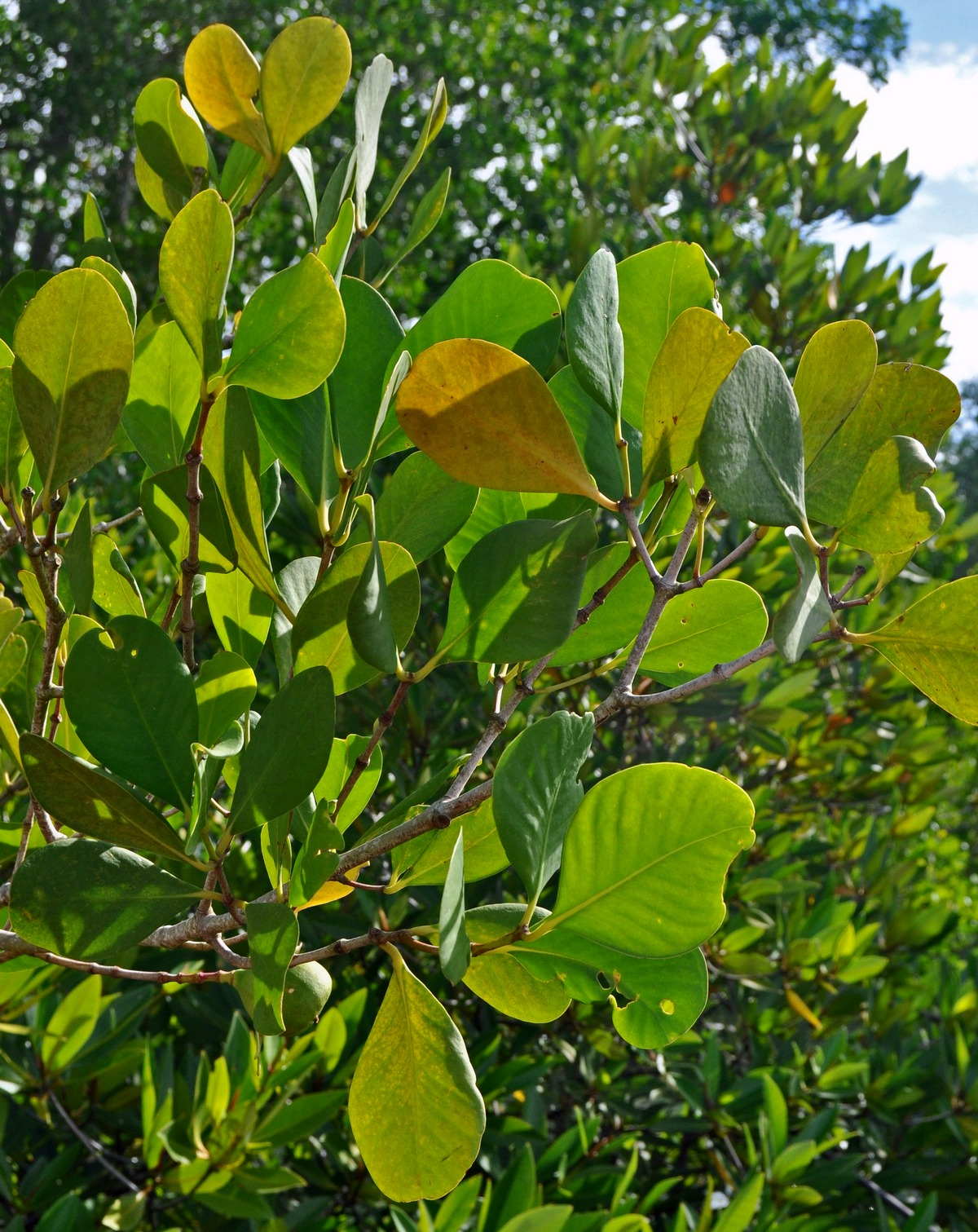
Větve kuželovníku Sonneratia alba
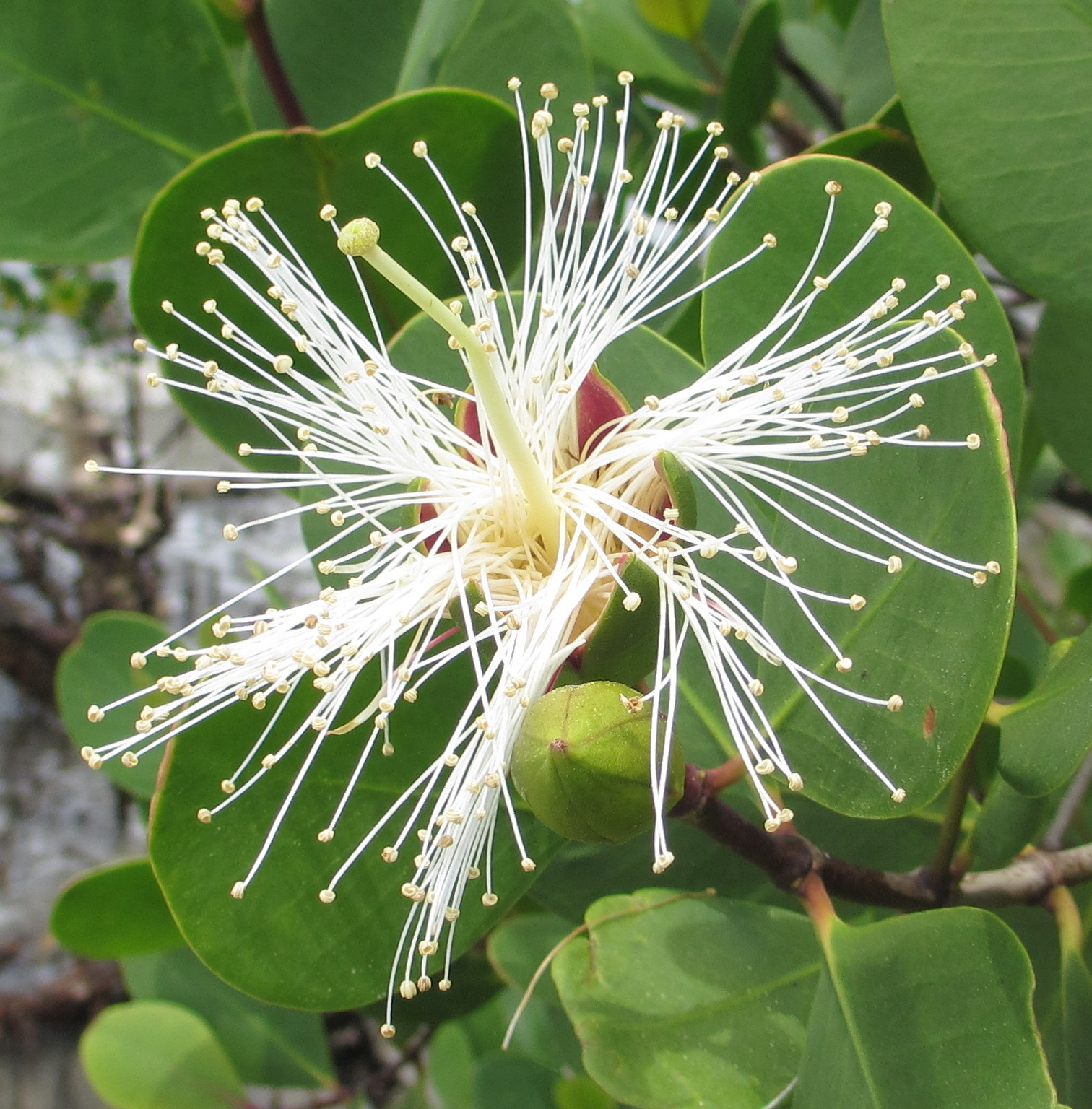
Květ kuželovníku S. alba
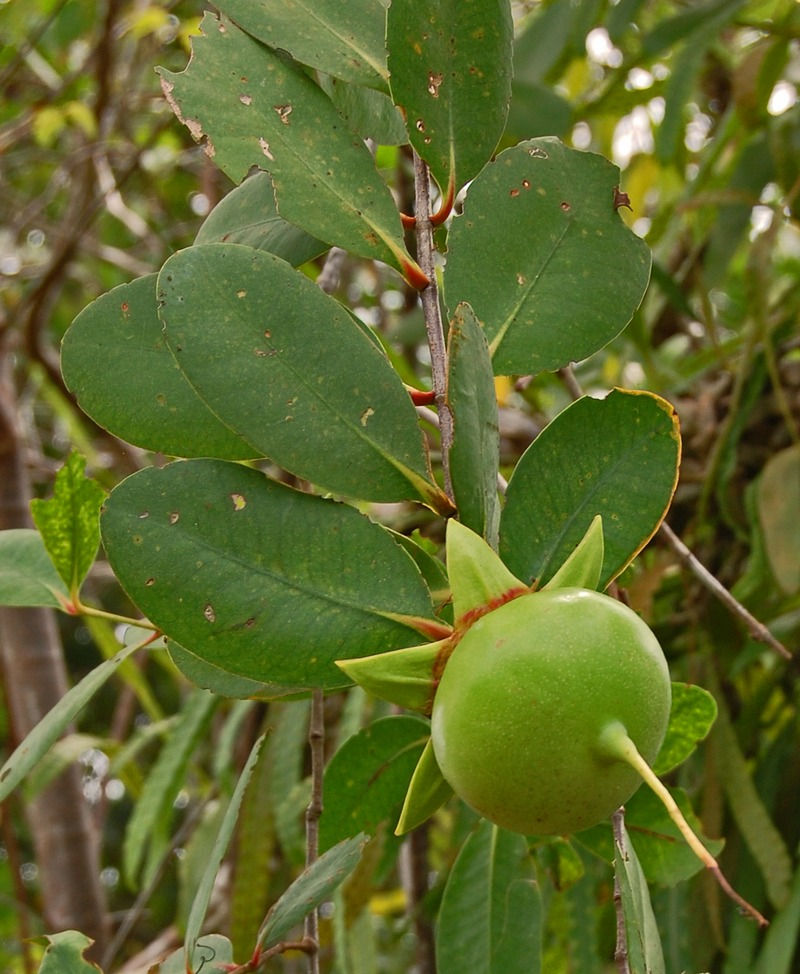
Plod kuželovníku S. caseolaris
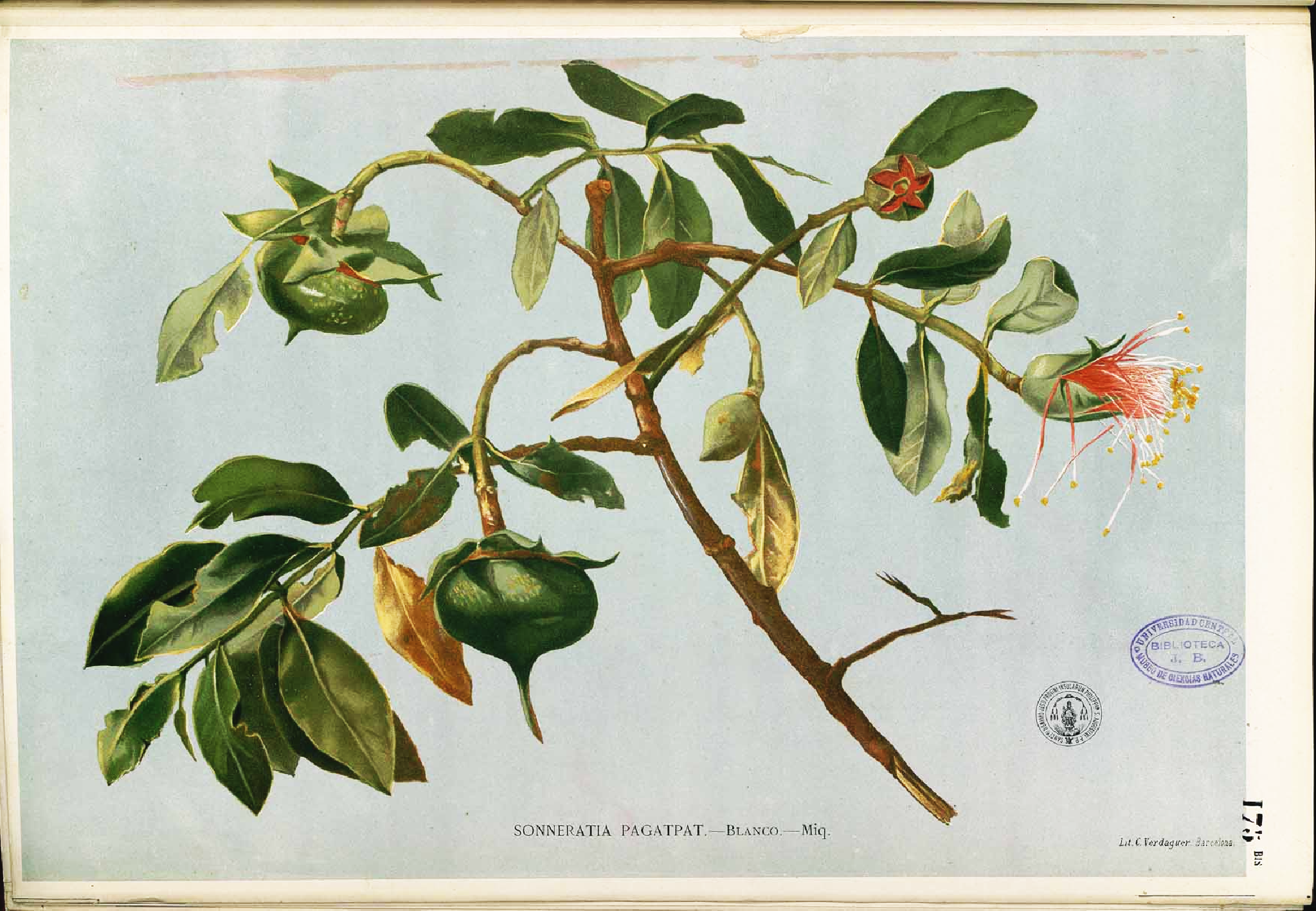
Ilustrace S. pagatpat

## Rozšíření
Rod kuželovník zahrnuje 5 druhů. Je to charakteristický rod mangrovových porostů Starého světa. Je rozšířen od východní Afriky, Madagaskaru a přilehlých ostrovů přes tropickou Asii po severní Austrálii a ostrovy Oceánie. Kuželovníky rostou na zaplavovaných i nezaplavovaných mořských pobřežích, terasách korálových útesů a na březích vodních přítoků s brakickou vodou. Rostou na písčitých i bahnitých podkladech. Největší areál výskytu má druh S. alba, který je také jediným zástupcem rodu na afrických a madagaskarských pobřežích a je rozšířen až do Oceánie. V severní Austrálii se vyskytují 3 druhy, mimo S. alba je to S. caseolaria a S. lanceolata.

## Ekologické interakce
Květy kuželovníků jsou krátkověké, otevírají se na noc a jsou opylovány netopýry sbírajícími nektar, případně ptáky. Plody jsou šířeny vodou.

## Taxonomie
Rod Sonneratia byl v minulosti řazen společně s příbuzným rodem Duabanga do samostatné čeledi Sonneratiaceae (např. Cronquist, Tachtadžjan) v rámci řádu Myrtales. Při fylogenetických studiích bylo zjištěno, že takto pojatá čeleď není monofyletická. V systému APG jsou oba rody vřazeny do široce pojaté čeledi Lythraceae. Sesterskou větví rodu Sonneratia je rod Trapa (kotvice), zatímco sesterskou větví rodu Duabanga je rod Lagerstroemia.
V přírodě se jednotlivé druhy kuželovníku často kříží, jedná se však pravděpodobně pouze o primární hybridy, které se dále generativně nerozmnožují.

## Význam
Hospodářský význam kuželovníku je malý. Dřevo kuželovníku je poměrně tvrdé a těžké. Je pouze okrajově používáno na stavbu domů a člunů a jako nepříliš kvalitní topivo. Mladé bobule některých druhů slouží lokálně jako potrava a mají využití v lokální medicíně. Vzdušné kořeny slouží po vyvaření jako méně kvalitní náhrada korku. Z plodů S. caseolaris je lokálně získáván pektin.